# Tulbaghia cominsii
Tulbaghia cominsii är en amaryllisväxtart som beskrevs av Vosa. Tulbaghia cominsii ingår i släktet Tulbaghia och familjen amaryllisväxter. Inga underarter finns listade i Catalogue of Life.

## Bildgalleri

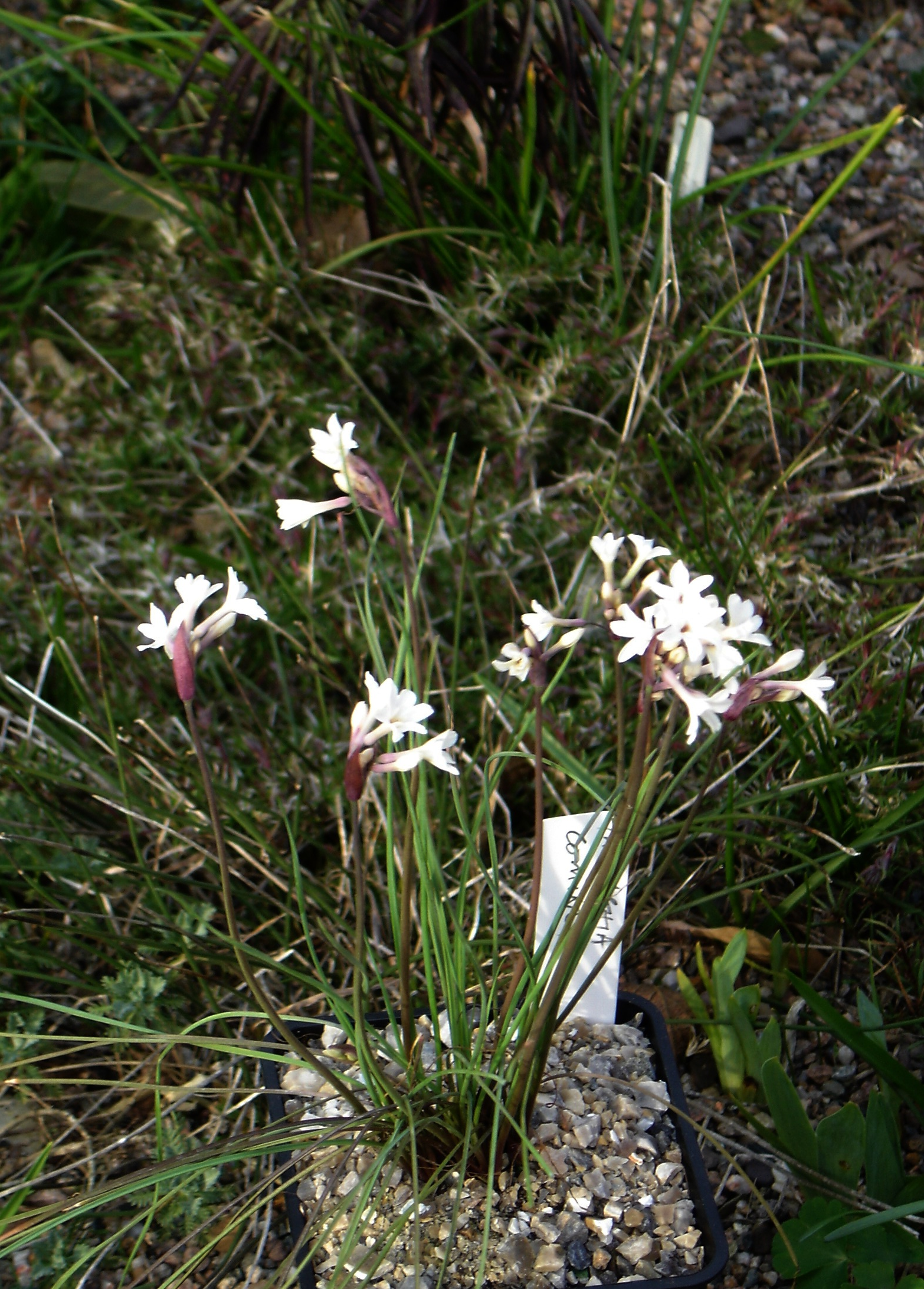